# پایگاه هوایی گازیمیر
پایگاه هوایی گازیمیر (به انگلیسی: Gaziemir Air Base) (به زبان بومی: Gaziemir Hava Üssü) یک فرودگاه نظامی است که یک باند فرود آسفالت دارد و طول باند آن ۱۳۵۷ متر است. این فرودگاه در کشور ترکیه قرار دارد و در ارتفاع ۱۳۲ متری از سطح دریا واقع شده‌است.